# EDtv
EDtv is een Amerikaanse filmkomedie uit 1999 geregisseerd door Ron Howard met in de hoofdrollen Matthew McConaughey, Jenna Elfman, Woody Harrelson en Elizabeth Hurley.

## Verhaal
Ed is medewerker bij een videotheek als zijn leven totaal overhoop wordt gehaald. Hij wordt benaderd door TrueTV, een noodlijdend tv-station dat dringend een kijkcijferhit nodig heeft. Ed is de nieuwe ster van een realitysoap en wordt 24 uur per dag, 7 dagen per week gevolgd door de camera.
Ed wordt al snel beroemd en leert dat er voor- en nadelen aan verbonden zijn.

## Rolverdeling
| Acteur              | Personage       |
| ------------------- | --------------- |
| Matthew McConaughey | Ed Pekurny      |
| Jenna Elfman        | Shari           |
| Woody Harrelson     | Ray Pekurny     |
| Sally Kirkland      | Jeannette       |
| Martin Landau       | Al              |
| Ellen DeGeneres     | Cynthia Topping |
| Rob Reiner          | Mr. Whitaker    |
| Dennis Hopper       | Henry Pekurny   |
| Elizabeth Hurley    | Jill            |
| Adam Goldberg       | John            |
| Viveka Davis        | Marcia          |
| Clint Howard        | Ken             |